# العلاقات الطاجيكستانية الميانمارية
العلاقات الطاجيكستانية الميانمارية هي العلاقات الثنائية التي تجمع بين طاجيكستان وميانمار.

## مقارنة بين البلدين
هذه مقارنة عامة ومرجعية للدولتين:
| وجه المقارنة                                              | طاجيكستان                          | ميانمار          |
| --------------------------------------------------------- | ---------------------------------- | ---------------- |
| المساحة (كم2)                                             | 143.10 ألف                         | 676.58 ألف       |
| عدد السكان (نسمة)                                         | 8.92 مليون                         | 53.37 مليون      |
| الكثافة السكانية (ن./كم²)                                 | 62.33                              | 78.88            |
| العاصمة                                                   | دوشنبه                             | نايبيداو، يانغون |
| اللغة الرسمية                                             | اللغة الطاجيكية                    | اللغة البورمية   |
| العملة                                                    | ساماني طاجيكي، الروبل الطاجيكستاني | كيات ميانماري    |
| الناتج المحلي الإجمالي (بليون دولار)                      | 7.15 مليار                         | 69.32 مليار      |
| الناتج المحلي الإجمالي (تعادل القوة الشرائية) بليون دولار | 24.03 مليار                        | 282.95 مليار     |
| الناتج المحلي الإجمالي الاسمي للفرد دولار أمريكي          | 925                                | 1.16 ألف         |
| الناتج المحلي الإجمالي للفرد دولار أمريكي                 | 2.69 ألف                           |                  |
| مؤشر التنمية البشرية                                      | 0.624                              | 0.536            |
| رمز المكالمات الدولي                                      | +992                               | +95              |
| رمز الإنترنت                                              | .tj                                | .mm              |
| المنطقة الزمنية                                           | ت ع م+05:00                        | ت ع م+06:30      |

## منظمات دولية مشتركة
يشترك البلدان في عضوية مجموعة من المنظمات الدولية، منها:
| علم المنظمة | اسم المنظمة                        | تاريخ انضمام طاجيكستان | تاريخ انضمام ميانمار |
| ----------- | ---------------------------------- | ---------------------- | -------------------- |
|             | مؤسسة التنمية الدولية              | 4 يونيو 1993           | 5 نوفمبر 1962        |
|             | مؤسسة التمويل الدولية              | 2 ديسمبر 1994          | 3 ديسمبر 1956        |
|             | منظمة حظر الأسلحة الكيميائية       | ?                      | ?                    |
|             | الأمم المتحدة                      | 2 مارس 1992            | 19 أبريل 1948        |
|             | الاتحاد الدولي للاتصالات           | 28 أبريل 1994          | 15 سبتمبر 1937       |
|             | منظمة الشرطة الجنائية الدولية      | ?                      | ?                    |
|             | البنك الدولي للإنشاء والتعمير      | 4 يونيو 1993           | 3 يناير 1952         |
|             | الاتحاد البريدي العالمي            | ?                      | ?                    |
|             | وكالة ضمان الاستثمار متعدد الأطراف | 9 ديسمبر 2002          | 16 ديسمبر 2013       |
|             | بنك التنمية الآسيوي                | 1998                   | 1973                 |
|             | يونسكو                             | 6 أبريل 1993           | 27 يونيو 1949        |

## وصلات خارجية
- موقع وزارة الخارجية الميانمارية